# Замок Эльфеданж
Замок Эльфеданж (фр. Château d'Helfedange) — фортификационное сооружение XII века. Замок расположен в окрестностях Генгланжа (департамент Мозель, Франция).

## Архитектура
Древняя фортифицированная ферма сооружена в XII веке. Представляет собой прямоугольное сооружение из четырёх корпусов и двух круглых башен. Некоторые части замка датируются XVII веком.

## История
В 1259 году Герман фон Крихинген (сейчас Креанж) завещал замок Эльфеданж своему старшему сыну Симило Хельфинген (по-французски Эльфеданж). В 1313 году, усадьба упоминается как феодальное владение епископа Меца. В 1342 году замок принадлежал дому де Бопар. В XVI веке он был продан Питеру Кирнхерну, секретарю императора Карла V, который продал его Иоанну IV Нассау-Саарбрюкен. В 1563 году он завещал замок двум своим побочным сыновьям, Жану и Филиппу. В 1582 году Луи, граф Нассау, наследовал земли Эльфеданж от Жана Нассау-Саарбрюккен после смерти прямых наследников последнего.
В 1602 году барон Пьер-Эрнест де Креанж и Пюттеланж купил землю Эльфеданж от имени жены, Анны-Сибиль де Нассау. В 1654 году землю приобрёл герцог Эберхард VII Вюртембергский. Позднее земля несколько раз переходила из рук в руки.
В 1939 году с началом Второй мировой войны замок стал штаб-квартирой французского укреплённого района Фолькемон. В 1940 году он был оккупирован нацистами, освобождён в 1944 году наступающими американскими войсками.
В настоящее время замок находится в частном владении и принадлежит потомкам барона Антуана Луи Селин де Крессак де Солёвр.